# Punta de Cagueres
La Punta de Cagueres és una muntanya de 222 metres que es troba al municipi de la Granja d'Escarp, a la comarca catalana del Segrià.